# MS Seabed Constructor
«Seabed Constructor» — норвежское многоцелевое морское строительное судно, килектор. Построено в 2013—2014 годах на верфи Kleven Verft в Ульстейне для компании Stig Remøys Olympic Shipping под названием MS Olympic Athens. Во второй половине 2016 года судно было приобретено компанией Swire Pacific Offshore (SPO). Предназначено для проведения осмотров морского дна, ремонтных работ, строительства на морском дне, исследования поверхности океана и морского дна. На 2018 год считался лучшим в мире гражданским поисковым судном.

## Описание
Судно оснащено 250-тонным краном, рабочая поверхность палубы 1300 кв. м. Есть ангары для беспилотных подводных аппаратов (ROV), цех их технического обслуживания. На вершине рубки в передней части корабля надстроена алюминиевая платформа для вертолётов, которая способна принимать вертолёты до 15 тонн.

## Операции
Судно было зафрахтовано на 6 лет компанией Texas Ocean Infinity. С первой половины 2018 года оно занималось поисками пассажирского малайзийского самолёта рейса 370, пропавшего над Индийским океаном в марте 2014 года. Для этой цели судно оснащено восемью 6-метровыми автономными подводными аппаратами Hugin, способных достигать глубины до 6 тыс. м. Корабль эксплуатировался компанией Ocean Infinity на основе 90-дневного контракта, однако миссия закончилась неудачно в середине июня 2018 года.
Затем «Seabed Constructor» по контракту с военно-морским флотом Аргентины участвовал в поиске пропавшей подводной лодки «Сан-Хуан». 17 ноября 2018 года корабль обнаружил «Сан-Хуан» через год после исчезновения подводной лодки. Подводная лодка находилась на морском дне на глубине 920 метров. 
22 июля 2019 года французское правительство объявило, что дроны, запущенные с «Seabed Constructor», обнаружили французскую подводную лодку Minerve (S647), пропавшую в 1968 году.